# Michał Janocha
Michał Robert Janocha (ur. 27 października 1959 w Warszawie) – polski duchowny rzymskokatolicki, doktor habilitowany nauk humanistycznych w zakresie historii, biskup pomocniczy warszawski od 2015.

## Życiorys

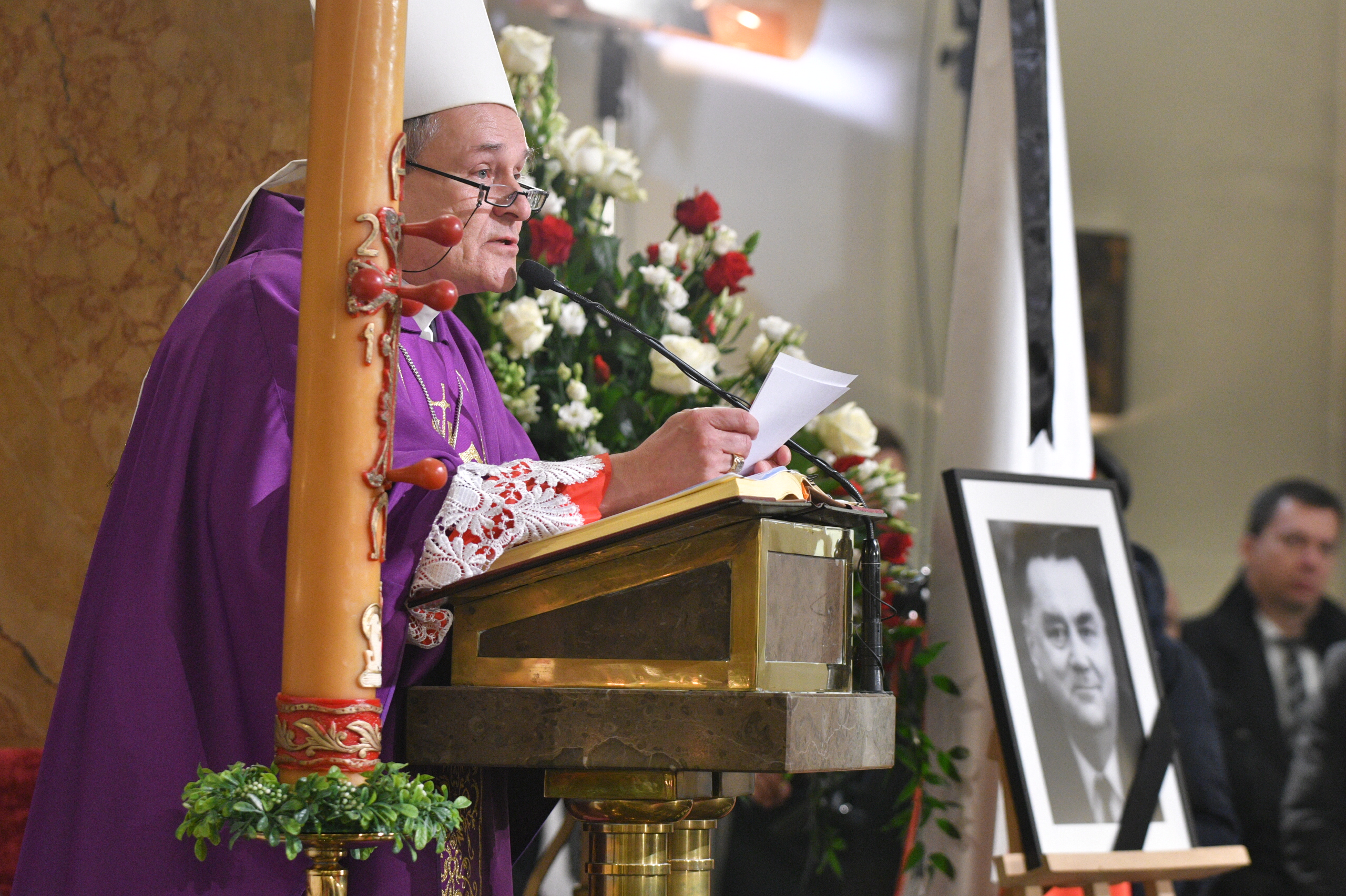
Michał Janocha podczas pogrzebu Jana Olszewskiego

Urodził się 27 października 1959 w Warszawie. Siostrzeniec polityka Jana Olszewskiego. Ukończył II Liceum Ogólnokształcące im. Stefana Batorego w Warszawie (matura 1978). W latach 1978–1982 studiował historię sztuki w Akademii Teologii Katolickiej w Warszawie, uzyskując w 1983 magisterium. W latach 1982–1987 odbył studia filozoficzno-teologiczne w Wyższym Metropolitalnym Seminarium Duchownym w Warszawie. Święceń prezbiteratu udzielił mu 28 maja 1987 w bazylice archikatedralnej św. Jana Chrzciciela w Warszawie kardynał Józef Glemp. Inkardynowany został do archidiecezji warszawskiej. W latach 1988–1993 kontynuował studia z zakresu historii i historii sztuki w Akademii Teologii Katolickiej w Warszawie, gdzie w 1993 na podstawie dysertacji Ikonografia Mszy Świętej w średniowiecznej i nowożytnej sztuce polskiej otrzymał doktorat z nauk humanistycznych w zakresie nauk o sztuce. W 2003 na Uniwersytecie Kardynała Stefana Wyszyńskiego w Warszawie po przedłożeniu rozprawy Ukraińskie i białoruskie ikony świąteczne w dawnej Rzeczypospolitej. Problem kanonu uzyskał habilitację z nauk humanistycznych w zakresie historii.
W latach 1987–1988 pracował jako wikariusz i katecheta w parafii w Izabelinie. W latach 1990–1994 pełnił posługę kapelana w Zakładzie dla Niewidomych w Laskach. W 2009 został rezydentem w parafii św. Zygmunta w Warszawie. W latach 1988–1990 był pracownikiem Muzeum Archidiecezji Warszawskiej. W 1989 współzakładał miesięcznik społeczno-religijny „Credo”, następnie w latach 1989–1993 był jego redaktorem naczelnym, do 1999 pozostał członkiem redakcji. Został członkiem Rady Prymasowskiej Budowy Kościołów w Archidiecezji Warszawskiej, Komisji Architektoniczno-Artystycznej przy Kurii Metropolitalnej Warszawskiej oraz konsultorem Rady ds. Kultury Episkopatu Polski. W 2004 otrzymał godność kapelana Jego Świątobliwości.
W latach 1992–2011 był zatrudniony w Akademii Teologii Katolickiej (następnie Uniwersytecie Kardynała Stefana Wyszyńskiego) na stanowiskach: asystenta (od 1992), adiunkta przy Katedrze Historii Sztuki Nowożytnej (od 1995) i profesora nadzwyczajnego przy Katedrze Historii Sztuki Bizantyńskiej i Postbizantyńskiej (od 2004). W latach 2002–2011 pełnił funkcję kierownika Katedry Historii Kultury Chrześcijańskiego Wschodu w Instytucie Historii Sztuki. Od 2008 do 2010 był wykładowcą na Wydziale Architektury Politechniki Warszawskiej. W 2010 został profesorem w Instytucie Badań Interdyscyplinarnych „Artes Liberales” (przekształconego w Wydział „Artes Liberales”) Uniwersytetu Warszawskiego. W latach 2009–2013 pełnił funkcję ojca duchownego w Wyższym Metropolitalnym Seminarium Duchownym w Warszawie. W 2013 został dyrektorem biblioteki seminaryjnej i spowiednikiem alumnów. Jego zainteresowania naukowe dotyczą sztuki i tradycji bizantyńskiej, teologii sztuki oraz badań porównawczych kultury chrześcijańskiego Wschodu i Zachodu. Wszedł w skład Stowarzyszenia Historyków Sztuki. W 2000 został jurorem Fundacji im. Ks. Janusza Pasierba. Wraz z Waldemarem Delugą współredaktor periodyku „Series Byzantina. Studies on Byzantine and Postbyzantine Art”.
9 maja 2015 papież Franciszek mianował go biskupem pomocniczym archidiecezji warszawskiej ze stolicą tytularną Barica. Święcenia biskupie przyjął 14 czerwca 2015 w archikatedrze św. Jana Chrzciciela w Warszawie. Głównym konsekratorem był kardynał Kazimierz Nycz, arcybiskup metropolita warszawski, zaś współkonsekratorami arcybiskup Celestino Migliore, nuncjusz apostolski w Polsce, i Józef Michalik, arcybiskup metropolita przemyski. Jako zawołanie biskupie przyjął słowa „Marana tha” (Przyjdź, Panie).
W ramach Konferencji Episkopatu Polski w 2016 został przewodniczącym Rady ds. Kultury i Ochrony Dziedzictwa Kulturowego.
W 2018 wszedł w skład Redakcji Mszy Świętej Radiowej. W 2021 został powołany do Rady Muzeum przy Muzeum Jana Pawła II i Prymasa Wyszyńskiego, a w 2022 Rady Muzeum przy Zamku Królewskim w Warszawie.

## Odznaczenia i wyróżnienia
W 2020 prezydent RP Andrzej Duda nadał mu Krzyż Kawalerski Orderu Odrodzenia Polski.
W 2018 przyznano mu Srebrny, a w 2023 Złoty Medal „Zasłużony Kulturze Gloria Artis”. W 2023 otrzymał Medal „Pro Bono Poloniae”.
Został laureatem m.in.: nagrody Fundacji im. Ks. Janusza St. Pasierba (1999), nagrody „Przeglądu Wschodniego” w kategorii autorów krajowych za książkę Ukraińskie i białoruskie ikony świąteczne w dawnej Rzeczypospolitej. Problem kanonu (2002), nagrody Feniks „Pro Autore” przyznanej przez Stowarzyszenie Wydawców Katolickich za książkę Ikony w Polsce. Od średniowiecza do współczesności (2009).